# Sašo Mirjanič
Sašo Mirjanič, slovenski veslač, * 27. januar 1968, Koper, † 25. september 1994, Žirovnica.
Mirjanič je na Poletnih olimpijskih igrah 1992 v Barceloni osvojil bronasto medaljo v četvercu brez krmarja. 